# إسماعيل محمد (حركة أمة الإسلام)
إسماعيل محمد المولود في ألباكركي، نيومكسيكو عام 1964، هو عضو أمريكي في حركة أمة الإسلام، وابن إلايجا محمد وتينيتا محمد. وهو مساعد زعيم حركة أمة الإسلام لويس فرخان. في عام 1995 كان محمد متحدثًا في مسيرة (مليون مان مارس).
من بين أولاد إلايجا محمد الـ 21، هو الابن الأكبر لأمه تينيتا محمد، وهي الزوجة الثانية لإلايجا. وهو وزير الطلاب في مسجد مريم، مقر أمة الإسلام. محمد هو أيضًا عضو في المجلس و«يُعتبَر أحيانًا الوريث الأكثر احتمالًا» للويس فرخان.
ظهر محمد مؤخراً على المسرح لأمة الإسلام في حدث يوم العيد 2013 في 20 أكتوبر، حيث ألقى محمد الخطاب الرئيسي بدلاً من لويس فرخان الذي لم يتمكن من الحضور بسبب المرض. إن اختيار فرخان لمحمد للتحدث في غيابه قد يسلط الضوء على الاتجاه المستقبلي لقيادة المجموعة. لعب دورًا بارزًا في الحدث الكبير المصاحب لجنازة والدته في فبراير 2015.
عاش إسماعيل محمد لما يقرب من عقدين في كويرنافاكا بالمكسيك حيث كان يدرس الكتب القرآنية والإنجيلية. يقول البعض أن هذه الفترة الزمنية التي قضاها في المكسيك كانت بمثابة فترة من الاستمالة ليصبح الزعيم الجديد لحركة أمة الإسلام.